# Zhoř (Plzeň)
Zhoř è un comune della Repubblica Ceca facente parte del distretto di Tachov, nella regione di Plzeň.